# Екваторија (регија)
Екваторија (енгл. Equatoria и арап. الاستوائية — Al-Istiwa'iyah) је историјска регија у оквиру Јужног Судана. Захвата јужни део државе у горњем сливу реке Бели Нил. Површина регије је 184.817 км², где живи укупно око 4.500.000 становника. Густина насељености је око 25 стан./км², а највећи град је Џуба.

## Подела
Регија екваторија је подељена на три вилајета:
- Западна Екваторија (главни град Јамбјо)
- Централна Екваторија (главни град Џуба)
- Источна Екваторија (главни град Торит)